# Uranotaenia barnesi
Uranotaenia barnesi är en tvåvingeart som beskrevs av John Nicholas Belkin 1953. Uranotaenia barnesi ingår i släktet Uranotaenia och familjen stickmyggor. Inga underarter finns listade i Catalogue of Life.